# Hyparrhenia figariana
Hyparrhenia figariana là một loài thực vật có hoa trong họ Hòa thảo. Loài này được (Chiov.) Clayton mô tả khoa học đầu tiên năm 1969.